# Tierry
Tierry, de son vrai nom Tierre de Araújo Paixão da Costa, (né le 29 avril 1989 à Salvador, Bahia), est un chanteur brésilien.

## Biographie
Né à Salvador, Bahia, Tierry est l'enfant unique de Tereza de Araújo Paixão et de José Milton da Costa. Il est élevé par sa mère avec l'aide de ses grands-parents Eurídice et Plínio Paixão.
Avant de se faire connaître en tant que chanteur, il se fait connaître en tant qu'auteur-compositeur, composant de grands succès de la musique brésilienne qui deviennent populaires dans les voix de chanteurs tels que Gusttavo Lima, Ivete Sangalo et Cláudia Leitte,. En 2015, il commence sa propre carrière solo en tant que chanteur,. Auparavant, Tierry avait travaillé en tant que chanteur du groupe Fantasmão, dans le genre pagode baiano (également connu sous le nom de « swingueira »), entre 2010 et février 2015,.
Sujet d'un reportage télévisé de Rede Record diffusé en 2017, Tierry compose en 2018, en partenariat avec le chanteur Gusttavo Lima, le morceau Cem Mil, qui est la plus jouée sur les radios brésiliennes l'année suivante,,. Le succès de Tierry en tant qu'auteur-compositeur lui vaut le surnom de « Tiehit ».
Au tournant de 2019 vers 2020, Tierry sort ce qui est considéré par une partie de la presse comme son premier tube enregistré avec sa propre voix, le morceau Cracudo, malgré le succès relatif des morceaux Casado, Namorando, Solteiro et Moça do Espelho en 2017,. Au cours de l'année 2020, Tierry classe deux autres chansons en tant que chanteuse dans le top 200 de Spotify Brasil, Rita et HB20, toutes deux dans le genre musical connu sous le nom d'arrocha.